# Jeff Davis megye (Texas)
Jeff Davis megye az Amerikai Egyesült Államokban, azon belül Texas államban található. Megyeszékhelye és legnagyobb városa Fort Davis. Lakosainak száma 1996 fő (2020. április 1.). Jeff Davis megye Hudspeth, Reeves, Pecos, Brewster, Presidio, Guadalupe község és Culberson megyékkel határos.

## Népesség
A megye népességének változása:
| Lakosok száma | 2351 | 2309 | 2314 | 2253 | 2156 | 1996 |
|               | 2010 | 2011 | 2012 | 2013 | 2015 | 2020 |